# Publius Cornelius Cossus (Konsulartribun 408 v. Chr.)
Publius Cornelius Cossus entstammte dem Geschlecht der Cornelier und war Ende des 5. Jahrhunderts v. Chr. ein Politiker der älteren Römischen Republik.
Er war wohl der Sohn des Konsuls von 428 v. Chr., Aulus Cornelius Cossus. 408 v. Chr. amtierte er als Konsulartribun (tribunus militum consulari potestate). Laut dem wenig glaubwürdigen Bericht des römischen Geschichtsschreibers Titus Livius leistete er angeblich gemeinsam mit dem einen seiner beiden Amtskollegen, Gaius Iulius Iullus, starken Widerstand gegen den Plan des Senats, wegen eines drohenden Krieges gegen die Aequer und Volsker einen Diktator zu bestellen. Seine ablehnende Haltung sei aber von Gaius Servilius Ahala, dem dritten Mitglied des Konsulartribunenkollegiums, mit Unterstützung der Volkstribunen überwunden worden.